# Ćwiczenie z wojskami
Ćwiczenia z wojskami – szkolenia dowództw, sztabów i wojsk, w których ćwiczący dowodzą podległymi wojskami w ich praktycznym działaniu, dążąc do wykonania postawionego im zadania bojowego, na tle umownej sytuacji taktycznej.
W czasie ćwiczeń z wojskami szkoli się umiejętności dowództw w planowaniu, organizowaniu i dowodzeniu podległymi wojskami oraz sprawdzeniu tych umiejętności w oparciu o realnie działające wojska. Szkolenie skupia się na przygotowaniu wszystkich komponentów do działania w różnych środowiskach pola walki. Ćwiczenia tego typu są prowadzone w warunkach polowych z rozwiniętym mobilnym i mobilno−stacjonarnym systemem dowodzenia. Strategiczne i operacyjne organy dowodzenia zaangażowane w ćwiczeniu mogą również realizować zadania w oparciu o stacjonarne stanowiska dowodzenia.

## Charakterystyka ćwiczeń
Ćwiczenie z wojskami  jest najwyższą formą praktycznego szkolenia wojsk, w ramach którego dowódca ćwiczącego oddziału dąży do wykonania określonego zadania bojowego, na tle opracowanej sytuacji taktycznej, rozwiązuje problemy z zakresu przygotowania i prowadzenia podstawowych rodzajów walki
- Celem  ćwiczeń jest zgrywanie działania dowództw, sztabów z działaniem wojsk w warunkach najbardziej zbliżonych do rzeczywistej walki oraz wyrabianie właściwych umiejętności i nawyków, które są niezbędne w walce.

- Istota  ćwiczeń polega na tym, że oprócz ćwiczących dowództw powinny brać w nich udział wyznaczone oddziały, pododdziały oraz stosownie do ćwiczącego szczebla dowodzenia pododdziały rodzajów wojsk i logistyki w składzie umożliwiającym osiągnięcie założonych celów ćwiczenia. Dla zwiększenia realizmu ćwiczenia, działania nie ćwiczących dowództw, sił przełożonego i sąsiadów, powinny być podgrywane, zaś działania przeciwnika pozorowane przez pododdziały /grupy/ pozoracji.

- Treścią ćwiczeń jest wykonywanie przez pododdziały rzeczywistych przemieszczeń i manewrów w toku walki, efektywne wykorzystywanie systemów rozpoznania, dowodzenia i ognia, planowanie i prowadzenie ognia, działań logistycznych i zabezpieczenia bojowego, a także tworzenie elementów infrastruktury inżynieryjnej.
- Przebieg: ćwiczenie taktyczne z wojskami rozpoczyna się z zasady od sprawdzenia sposobu przemieszczenia i rozmieszczenia wojsk w rejonach alarmowych lub wyjściowych (ćwiczenia).

Ćwiczenia z wojskami mogą przyjąć następujący rodzaj: ćwiczenia taktyczne z wojskami;  ćwiczenia taktyczno-specjalne (np. rozpoznawcze, logistyczne, artyleryjskie itp.).

## Prowadzenie ćwiczeń z wojskami
Ćwiczenie taktyczne z wojskami rozpoczyna się od sprawdzenia realizacji wybranych elementów osiągania wyższych stanów gotowości bojowej w miejscu stałej dyslokacji, sprawdzenia sposobu przemieszczenia i rozmieszczenia wojsk w rejonach alarmowych lub wyjściowych. Kierownictwo ćwiczenia przybywa do ćwiczących bezpośrednio przed rozpoczęciem ćwiczenia lub dopiero do rejonów wyjściowych. Sytuacja wyjściowa (założenia) na pierwszy dzień ćwiczenia wręczane są ćwiczącym po osiągnięciu tych rejonów. Kierownictwo kontroluje sposób dowodzenia wojskami, stan wyszkolenia oraz przygotowania sprzętu bojowego i organizowania działań bojowych.
Kierowanie ćwiczeniem w dynamice walki polega na zapewnieniu rozwoju sytuacji taktycznej, kontroli obiegu informacji oraz ocenie reakcji ćwiczących na zachodzące w niej zmiany. Decyzje słuszne nagradza się przyznawaniem powodzenia ćwiczącym, a błędne karami taktycznymi. Tworzenie kolejnych sytuacji powinno wynikać z aktualnego położenia elementów ugrupowania bojowego ćwiczących i uzyskanych przez nich wiadomości. Istotną rolę w rozgrywaniu poszczególnych sytuacji spełniają rozjemcy terenowi i żołnierze grup pozoracji. Wpływają oni na przebieg działań bojowych poprzez określenie położenia wojsk, strat w stanie osobowym i sprzęcie, a także odpowiednie pozorowanie środków walki i obiektów przeciwnika lub rejonów skażeń. Z powyższego powinny wynikać decyzje ćwiczących o dalszym sposobie prowadzenia działań.
Ćwiczenie taktyczne z wojskami może przybrać formę ćwiczenia taktycznego ze strzelaniem. Są one najbardziej realistyczną formą szkolenia dowództw i wojsk w praktycznym dowodzeniu i kierowaniu ogniem.
W tym przypadku, oprócz osoby funkcyjnej odpowiedzialnej za sprawy taktyczne i ogniowe wyznacza się rozjemców ogniowych. Opracowuje się schemat sytuacji tarczowej zawierający rozmieszczenie figur bojowych. Strzelanie podczas ćwiczenia taktycznego stanowić powinno odrębny element organizacyjny. Jest to konieczne ze względu na bezpieczeństwo oraz niezakłócanie dynamiki ćwiczenia.